# デジタルファクトリ
デジタルファクトリ株式会社は、かつて日本に存在した大阪市北区に本社を置く日本の企業。
社名はデジタルファクトリジャパン株式会社→デジタルファクトリ株式会社と一度変わっている。

## 沿革
- 1999年10月29日：Kondara MNU/Linux 1.0発売
- 2000年4月1日：Kondara MNU/Linux 1.1発売
- 2000年5月15日：デジタルファクトリジャパン株式会社からデジタルファクトリ株式会社へ社名変更
- 2000年6月2日：Kondara MNU/Linux Server 1.1発売
- 2000年8月17日：Kondara MNU/Linux 2000発売
- 2000年9月7日：東京支社開設
- 2000年9月14日：Kondara MNU/Linux Web Cluster 2000発売
- 2000年10月3日：Alpha Web Cluster Kondara Paq発売
- 2001年1月上旬：Kondara MNU/Linux HPC 2000発売
- 2001年6月29日：Kondara MNU/Linux 2.0発売
- 2002年2月22日：Kondara MNU/Linux ESP 2.1発売